# Brian Holland
Brian Holland (ur. 15 lutego 1941) - afroamerykański twórca muzyki pop.